# Épouses de Mahomet

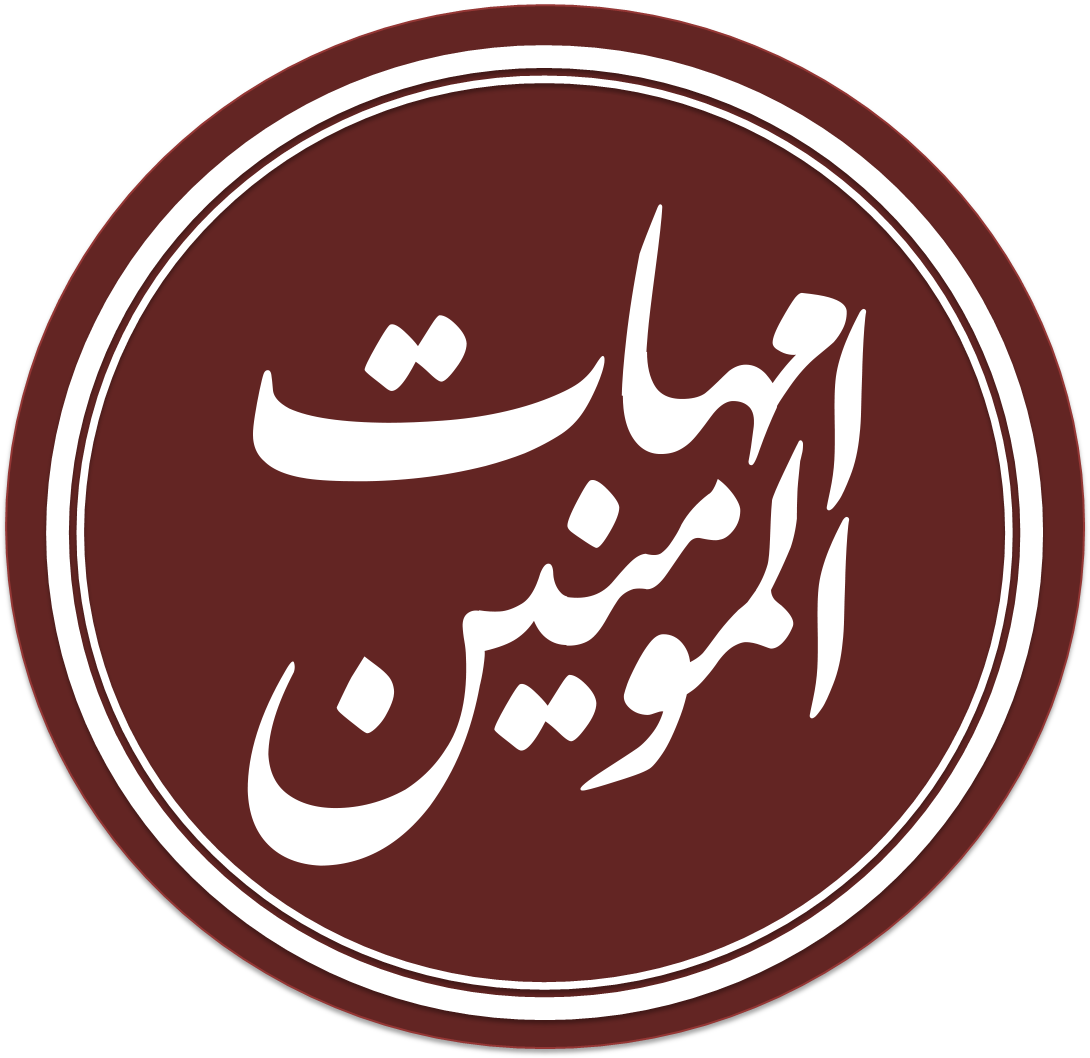
Les épouses de Mahomet, « mères des croyants », en calligraphie arabe.

Les épouses de Mahomet sont les treize femmes épousées par Mahomet, le prophète de l'islam. Les musulmans les appellent les mères des croyants (en arabe : Ummahāt ul-Muʾminīn). Les musulmans utilisent ce qualificatif avant ou après leur nom en signe de respect, d'après le verset du Coran suivant (33:6) : Le prophète est plus proche des croyants qu’ils ne le sont eux-mêmes ; ses femmes sont leurs mères.
Tous les mariages furent contractés après l'Hégire, excepté deux, dont celui avec Khadija bint Khuwaylid, première épouse de Mahomet et qui aurait eu un rôle très important pour celui-ci.

## Sources anciennes

### Dans le Coran
Le Coran évoque à plusieurs reprises le fait que Mahomet ait été marié ou qu'il possédait des femmes-esclaves. Ces passages peuvent être contextualisés comme des épisodes de la vie de Mahomet ou peuvent appartenir à des passages normatifs. Ainsi, par exemple, les « versets du voile » possèdent un contexte qui les associent à un épisode de la vie de Mahomet même si ceux ne font pas l'unanimité dans leurs interprétations. Une tenue vestimentaire particulière aurait été ainsi prescrite par le Coran aux femmes de Mahomet. Cette prescription permettait de les protéger mais aussi de les reconnaître comme "mère des croyants". Cette tenue est perçue dans le monde musulman comme le témoin de la précellence des épouses de Mahomet sur les autres femmes. Une lecture diachronique du Coran montre une mise en valeur progressive de la maisonnée de Mahomet comme image de la perfection.
Le deuxième passage important dans le Coran concernant les femmes de Mahomet est l'épisode du mariage de Mahomet avec Zaynab bint Jahsh, l'épouse de son fils adoptif. Ce passage semble s'inscrire dans le cadre d'une évolution politique faisant évoluer la place des enfants adoptifs et l'abandon de l'égalité entre les enfants naturels et les enfants adoptés.
D'autres versets sont liées aux épouses de Mahomet comme l'injonction contre la calomnie (Q24:11-26), le « verset du choix » (Q33:28-9) ou le verset expliquant que les épouses de Mahomet recevront le double en punition ou en récompense pour leurs actions (Q33:30 et suiv)... La sourate 33 est fortement liée aux épouses de Mahomet. Elle s'adresse directement à la communauté pour légitimer, par voix divine, les actions de Mahomet. Pour Van Reeth, cette sourate pourrait être une composition tardive (Ier siècle de l'islam) composée à partir d'éléments plus anciens sortis de leurs contextes.

### Dans les hadiths
Ces épouses de Mahomet apparaissent dans les hadiths "comme modèles pour les justes, comme épouses élues touchées par les miracles qui ont marqué la carrière du Prophète, et comme incarnations de l'émotivité féminine, de l'irrationalité, de l'avidité et de la rébellion".
Le premier aspect est particulièrement présent dans les hadiths qui ont servi à la mise en place de la loi musulmane, le second dans les récits hagiographiques et le troisième dans des récits biographiques comme ceux d'Ibn Sa'd. Ces descriptions négatives des épouses, qui se trouvent dans des hadiths anciens, "peut-être en partie historiquement correct" ont connu un intérêt important à l'époque médiéval où ils soulignaient l'opinion des ulémas sur les femmes.

## Statut
Les épouses de Mahomet possèdent un statut particulier dans la communauté naissante. Le verset 30 de la sourate 33 souligne le fait qu'elles doivent servir de modèle. Le verset 50 de la sourate 33 semble suggérer qu'il existe une hiérarchie au sein des épouses de Mahomet et en particulier la précellence de Khadija, mais l'interprétation de ce passage ne fait pas consensus. Certains versets soulignent ainsi que ces épouses ne peuvent se remarier après la mort de Mahomet.
Ces épouses, excepté Maria qui serait restée une concubine, portent, pour les sunnites, le titre de "mère des croyants" (Q33:6). Celui-ci donne un statut social important à ces femmes. En outre, elles appartiennent à la catégorie des "Gens de la demeure", cités dans le Coran et qui possèdent un caractère sacral fort. Cette catégorie a fait débat puisque, pour les chiites, les épouses de Mahomet en sont exclues. Ce titre empêche les femmes de se remarier après la mort de Mahomet puisque cela serait une sorte d'inceste. Pour des raisons politiques, les responsables musulmans du Ier siècle préféraient que Mahomet n'ait pas de descendance masculine. Sous sa forme actuelle, les versets 4-6 de cette sourate semblent un ajout tardif.
Si ces épouses possèdent une place particulière dès le Coran, le statut de celles-ci s'accroit au cours du temps. Les épouses de Mahomet sont considérées comme des modèles pour les femmes musulmanes et les règles coraniques qui les concernaient ont été étendues à toutes les musulmanes, comme dans le cas du voile. Avec le temps, le comportement de celles-ci a été considéré comme un modèle impeccable (sunna) applicable à tous les musulmans. "Ces critères ont ensuite été codifiés en tant qu'exempla dans les travaux de la jurisprudence islamique précoce".
À l'époque moderne, les aspects anecdotiques, trop humains et ceux hagiographiques ont tendance à être lissés dans la littérature musulmane. "C'est en tant que combattants pour la mise en place de valeurs islamiques - et là principalement par voie d'une moralité et d'un mode de vie impeccables - que les épouses du Prophète sont maintenant dépeintes. En tant que telles, elles incarnent le comportement modèle que la femme musulmane contemporaine peut reconnaître et qu'elle doit s'efforcer de suivre". Cela implique une sélection différente ou une relecture des hadiths anciens. Pour Barbara Freyer Stowasser, "Changés dans leur essence mais pas toujours dans sa forme, les hadiths sur les épouses du Prophète continuent à jouer un rôle important en tant que cadre de la compréhension de soi religieuse, comme image-miroir normative des réalités de la société musulmane contemporaine et comme perspectives pour l'avenir".

## Approche historique
Les spécialistes des hadiths ont particulièrement écrit sur les compagnons et leurs vies sont racontées par des collections de hadiths qui mettent en valeur leurs vertus. Néanmoins, pour Shoemaker, « les transmetteurs du Ier siècle de l'Hégire - les « compagnons du Prophète » et leurs « Successeurs » - qui sont mentionnés dans les chaines de traditions les plus anciennes constituent l'un des éléments les plus suspects et artificiels de ce système de légitimation ». Ainsi, il a été démontré par Goldziher et Schacht qu'un certain nombre des personnalités citées dans les isnad ont été inventées a posteriori à des fins de légitimation. Les récits autour des épouses de Mahomet ont été embellis de récits miraculeux par la littérature des hadiths : plusieurs d'entre elles auraient notamment eu des visions avant leur mariage.
Shoemaker résume la question de cette manière : « Ainsi est-il largement admis dans les études occidentales sur les origines de l'islam que quasiment rien de ce qui est rapporté par les sources musulmanes anciennes ne peut être considéré comme authentique, et que la plupart des éléments au sujet de Muhammad et de ses compagnons contenus dans ces récits doivent être considérés avec beaucoup de méfiance ». Inscrites dans la tradition musulmane et dans des textes qui, à partir du IXe siècle, « ont donné une image très particulière des grands personnages qui ont marqué l’histoire de l’islam à ses débuts », pour Imbert, « l'image de ces personnages illustres ne reflète plus qu'elle-même». Deux épisodes de la vie de Mahomet en lien avec ses épouses ont, en particulier, fait débat quant à leur historicité :
Zayd ibn Hâritha et l'épisode de sa séparation avec Zaynab bint Jahsh est cité dans la sourate 33 du Coran. Celle-ci a connu certainement un « remaniement substantiel du texte », après la mort de Mahomet. La compréhension du contexte de la sourate en est complexifiée. Elle est particulière en ce qu'elle évoque un événement historique précis et par l'évocation d'un contemporain de Mahomet. Powers considère ainsi que les versets 36-40 sont des ajouts « de la génération suivant la mort du Prophète ». Ce passage a été élaboré à partir de plusieurs récits bibliques. La trame du récit autour de Zaynab et de Zayd est ainsi fournie par le récit de David et de Bethsabée. Pour Powers, la majeure partie de l'histoire de Zayd appartient au monde des légendes. Les hadiths qui permettent la contextualisation de cette sourate « n'ont pas pu être fabriqués plus tôt que la fin du premier siècle de l'hégire, c'est-à-dire sous le califat de Abd al-Malik ».
Pour Guillaume Dye, « Il me semble à peu près impossible de retrouver la réalité historique derrière tous ces récits [sur la famille de Mahomet], mais l’idée traditionnelle selon laquelle le Prophète aurait eu sept enfants (un chiffre qui n’est pas anodin dans la culture biblique) ne paraît pas être une information historique. » Pour l'auteur, Maria la Copte est une fiction littéraire. Pour Claude Gilliot, « La figure et « l’histoire » de Māriya al-Qibṭiyya sont truffées de traits légendaires et mythiques». Le récit de Maria la Copte et de son fils Ibrahim a été construit de manière à prouver que Mahomet n'est le père d'aucun homme. Pour le coptologue Christian Cannuyer, Maria, sa sœur Sirine (en) et (peut-être également) Ibrahim n'ont jamais existé. Cette démonstration s'appuie sur les anachronismes, les invraisemblances du récit ainsi que sur son apparition tardive dans la tradition. Ce récit a pour source l'histoire de Marie la romaine et de S(h)irine l'araméenne, épouses du roi persan Chosroès.

## Biographies traditionnelles des épouses de Mahomet
Treize femmes ou concubines sont attribuées à Mahomet même si l'identité de celles-ci ne fait pas consensus. Bien que le Coran limite la polygamie à quatre femmes, certains penseurs musulmans considèrent que les mariages ont été conclus avant cette révélation tandis que Stern, un orientaliste, considère que ces mariages ont eu lieu après celle-ci. Dans les hadiths, l'autorisation donnée à Mahomet de ne pas se restreindre à cette limite serait d'origine divine tandis que les sources musulmanes classiques voient dans les versets 50 de la sourate 33 une légitimation de celle-ci, même si ce verset pose des problèmes d'interprétation. Certains mariages de Mahomet respecteraient une forme préislamique Hiba qui aurait disparu au cours du Ier siècle de l'islam.

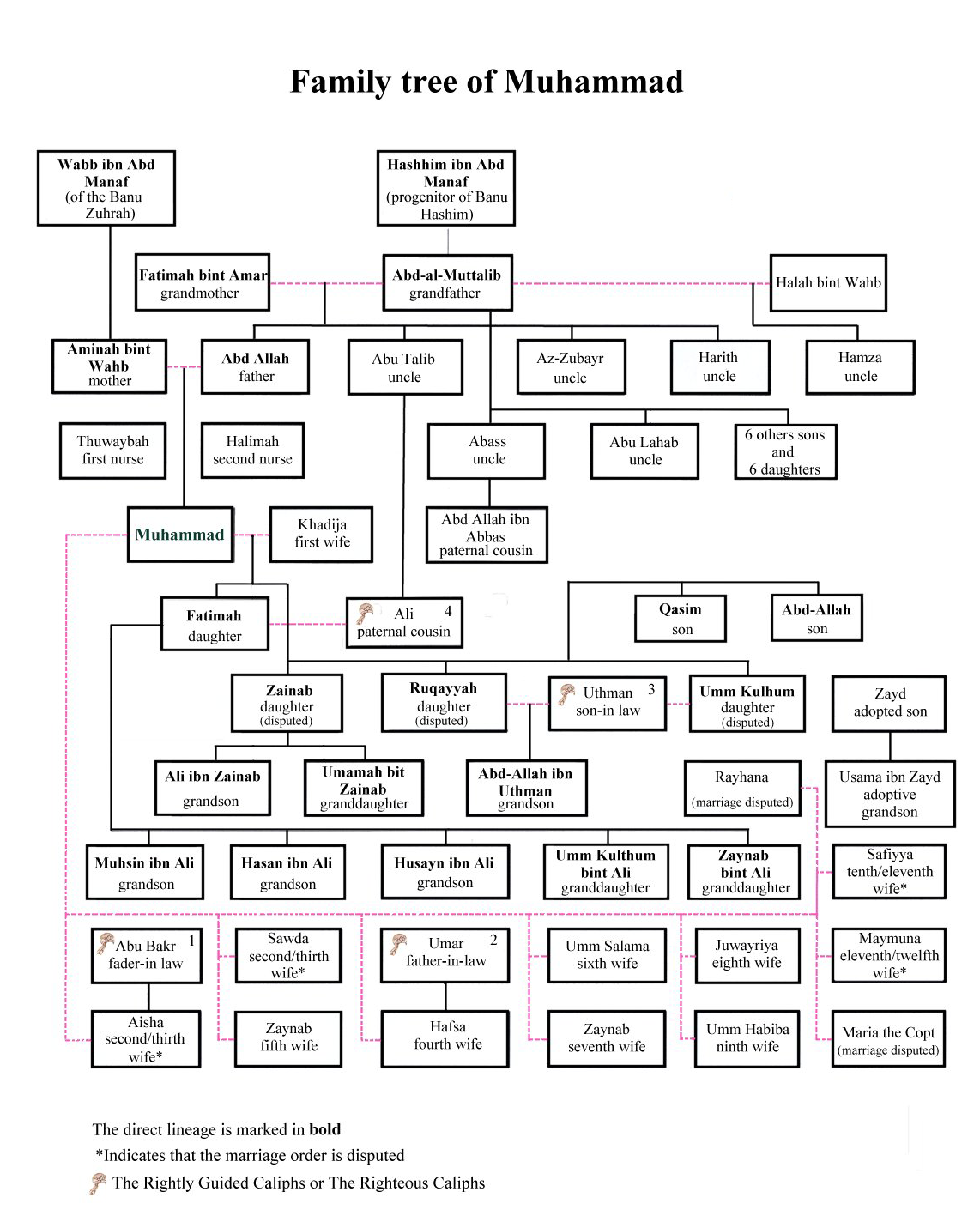
Arbre généalogique de Mahomet

Outre ces treize femmes, un certain nombre d'autres sont évoquées dans les sources anciennes, souvent contradictoires et plus douteuses. Ainsi, Mahomet aurait été marié avec plusieurs femmes avec qui il aurait divorcé avant la consommation du mariage et la liste des femmes qui se seraient données par hiba est « obscure ».

### Khadidja bint Khuwaylid
Née en 556 ou entre 555 et 560 à la Mecque chez Khuwailed bin Assad, Khadidja était une marchande aristocrate. Elle s'est mariée deux fois avant son mariage avec Mahomet. Veuve, elle engagea un jour le jeune Mahomet, qui s'était fait remarquer par son intégrité, pour conduire son commerce caravanier vers la Syrie. Il devient vite son homme de confiance, et elle lui propose le mariage, qu'il accepte en 595 avec la permission de son oncle Abû Tâlib. Elle avait, selon la majorité des sources, alors 40 ans et lui 25. Ils auront ensemble environ six enfants, possiblement deux ou trois fils (Qasim et Abd-Allah ibn Muhammad (en)) et quatre filles (Zeynab, Rukayya, Umm Kulthum et Fâtima). Tous ces fils seraient morts jeunes.

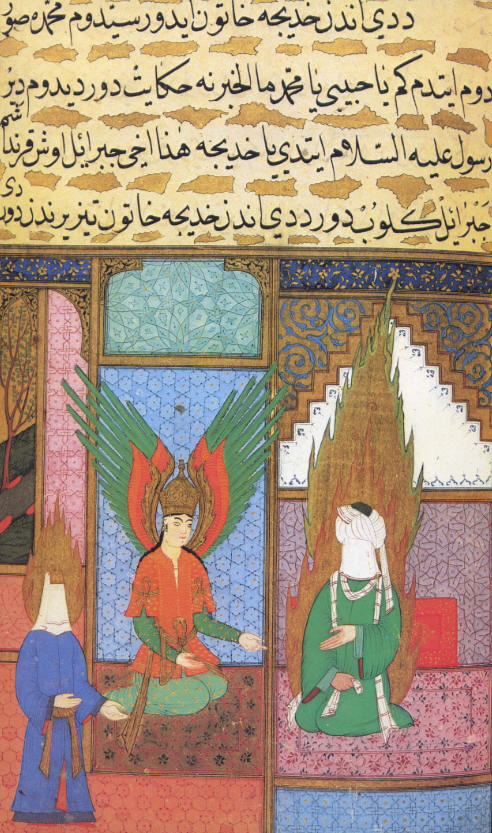
Gabriel et Mahomet, en présence de Khadija

Khadidja aurait, selon la tradition musulmane, été la première à croire à la prophétie de Mahomet et l'aurait encouragé dans cette voie. Elle est donc considérée comme la deuxième musulmane après Mahomet. Pour d'autres traditions, le second musulman serait Ali et Khadija serait la troisième. Mahomet ne s'est pas remarié du vivant de Khadija et celle-ci serait morte trois ans avant l'Hégire. Elle serait enterrée à La Mecque.

### Sauda bint Zemaʿa el Amawiya
Sawda bint Zam'a faisait partie d'une tribu de Quraych du côté de son père et était liée à Médine du côté de sa mère. Son premier mariage fut avec Sakrān b. 'Amr, un des premiers musulmans. C'est avec ce premier mari qu'elle émigre en Abyssinie.
Après être revenu à La Mecque, celui-ci, devenu chrétien, meurt et Sawda bint Zamʿa épouse Mahomet à l'âge d'environ 30 ans. Ce mariage est daté d'environ 620 ou 631. Khawla bint Hakim arrangea ce mariage dans le but de consoler Mahomet de la mort de Khadija. « En tout cas, Sawda vécut seule avec Mahomet un certain temps puisqu'Aïcha était trop jeune pour que son mariage soit consommé et resta avec ses parents ». Elle meurt à Médine vers 673-674.
Il existe peu de traditions sur Sawda bint Zam'a, à la différence d'Aïcha. Un des épisodes les plus connus de sa vie est la volonté de Mahomet de divorcer d'elle. Elle aurait réussi à l'en dissuader en cédant sa journée à Aïcha et en argumentant que son seul désir était d'être sa femme au jour du Jugement. Le verset 127 de la sourate 4 aurait été révélé à cette occasion.

### Aïcha bint Abu Bakr
Aïcha est la fille d'Abou Bakr Al Siddik. D'après un récit traditionnel, Khawla, la femme d'Uthman, proposa à Mahomet, peu après la mort de Khadija de se marier soit avec Aïcha, soit avec Sawda bint Sam'a. Mahomet choisit d'épouser les deux. Aïcha épouse Mahomet vers 623 mais n'aura pas d'enfant avec lui. D'après la tradition sunnite et pour la majorité des musulmans, Aïcha fut l'épouse préférée de Mahomet,. Ce mariage avait probablement pour but de renforcer les liens avec Abu Bakr.
Selon de nombreux hadiths considérés comme authentiques par l'islam sunnite, Aïcha avait 6 ou 7 ans quand elle a été mariée à Mahomet et le mariage fut consommé lorsqu'elle avait 9 ou 10 ans,,,,,, vers 623, date à laquelle Mahomet était âgé de 53 ans. Durant la vie de Mahomet, elle semble avoir dirigé, avec Hafsa, l'une des deux factions des femmes de Mahomet qui s'opposaient. Néanmoins, son impact politique semble alors limité. Sentant sa mort venir, Mahomet aurait choisi de s'aliter dans la chambre d'Aïcha. Après la mort de Mahomet, alors qu'elle avait environ 18 ans, elle se retrouva interdite de remariage. Elle commença à avoir un rôle politique en s'opposant à Uthman.
Après sa défaite, elle retourne à Médine où, malgré une réconciliation avec Ali, elle perd de son pouvoir politique. Elle meurt en 677-678. Elle aurait transmis 1210 traditions mais seules 300 d'entre elles ont été intégrées aux ouvrages de Bukhari et de Muslim.
Plusieurs épisodes de sa vie ont fait l'objet d'écrits comme l'accusation d'adultère portée contre elle. Aïcha aurait accompagné Mahomet lors d'une campagne. S'étant éloignée du camp, elle se serait retrouvée seule dans le désert avant d'être retrouvée par un jeune musulman qui l'aurait raccompagnée jusqu'à Mahomet. Certains ennemis de Mahomet l'accusèrent alors d'adultère. Donnant une image négative d'Aïcha, elles datent d'une période précédant l'acquisition du statut révérencieux qu'elle obtiendra dans la piété sunnite.
Un autre épisode célèbre est la bataille du chameau. Aïcha a, lors de cette bataille, un rôle central. Celle-ci oppose les forces d'Aïcha et celle de ses alliés à celles d'Ali qui défendaient son statut de calife. Cette bataille fut une victoire pour Ali. Sunnites et chiites ont critiqué unanimement la place d'une femme dans la sphère politique. « À travers l'exemple d'Aïcha, toutes les femmes musulmanes ont été averties de ne pas quitter la maison ou de ne pas s'impliquer dans les questions politiques ».

### Hafsa bint Omar ibn al-Khattab
Pour Ibn Sa'd, Hafsa serait née à La Mecque, vers 605. Elle est la fille d'Omar ibn al-Khattab et de Zaynab bt. Mas'ūn. Son premier mari est Khoumays ibn Hudhafa. Elle émigra à Médine avec celui-ci. Ce dernier meurt selon les sources à la bataille de Badr (selon Ibn Sa'd,) Elle fut alors proposée en mariage par son père à Abu Bakr et à Uthman, qui refusèrent. Elle épousa Mahomet vers 625, alors qu'elle devait avoir 18 ans.
Ibn Sa'd raconte qu'ils divorcèrent avant de se remettre ensemble. Cet épisode est lié, pour les exégètes à l'interprétation du verset 3 de la sourate 66 qui raconterait une indiscrétion commise par l'une de ses femmes. Ce passage coranique (v.1-3) est allusif et est composé d'éléments épars (le v.3 n'est pas lié au v.2). Si les exégètes ont tenté, a posteriori, d'expliquer ces allusions, Neuenkirchen considère que les commentateurs ont « tenté de trouver diverses solutions moins convaincantes les unes que les autres». Ces traditions racontent que Mahomet aurait profité de l'absence de Hafsa pour avoir des relations avec une esclave, Maria la Copte. Surprenant la scène, Hafsa se serait plainte et Mahomet lui aurait fait jurer le silence, ce qu'elle ne respecta pas. Hafsa possède l'image d'une femme désobéissante.
À la mort de Mahomet, Hafsa aurait encouragé Mahomet, avec Aïcha, à exclure Ali en faveur de leurs pères respectifs. Selon la majorité des traditions, Hafsa est morte en 665. Selon des traditions chiites, elle serait restée vivante jusqu'à la fin du califat d'Ali. Pour Ibn Qutayba, elle mourut durant celui d'Uthman.
Selon les récits traditionnels, le calife Abū Bakr (r. 632-634) est le premier compilateur du Coran. Sur les conseils d'Umar et craignant la disparition des témoins et mémorisateurs du Coran, il aurait chargé l'un des scribes de Mahomet, Zayd b. Ṯābit, de mettre par écrit sur des feuillets (Suhuf) les versets mémorisés. Ceux-ci auraient été remis au calife puis transmis à sa mort à sa fille Ḥafṣa, l'une des veuves de Mahomet. Il existe des divergences ou variantes entre les récits musulmans de la compilation par Othman. Ainsi, l'ensemble de ces récits n'évoque pas l'idée d'envoi de codex dans les villes de l'empire. De même, le récit que Dye, nomme Habar 2, raconte qu'Othman aurait recopié en un codex les feuillets de Hafsa à la suite de l'observation de divergences entre des Syriens et des Irakiens dans les récitations coraniques. Face à des incohérences dans les récits entourant ces « feuillets de Hafsa », Dye voit en eux « un topos bien connu : pour justifier la recension officielle du texte sacré, on pose l'existence d'un écrit qui garantit que la transmission de la prédication originelle s'est faite de manière fiable et continue – et entre les mains des personnes les plus autorisées. ». Un deuxième topos pour expliquer leur absence est celui de leur destruction par Marwan. V. Comerro rejoint cette vision et présente ces évocations des feuillets d'Hafsa comme un rajout rédactionnel servant à réunir les récits de compilation sous Abu Bakr et celui sous Othman.

### Zaynab bint Khuzayma
Durant la période pré-islamique, déjà, sa générosité lui aurait valu le surnom de « mère des pauvres », c'est-à-dire Oumm al-masākīn.
Elle fut mariée à al-Tufail ibn al-Harith avant de l'être avec Mahomet. Ce premier mari la répudia puis elle épousa son frère, Ubaïda ibn al-Harith. Après la mort de celui-ci à la bataille de Badr, Mahomet l'épousa en 625-626. Sa dot s'élevait à 400 dirhams. Elle avait 30 ans à cette époque.
Zaïnab mourut quelques mois après son mariage avec Mahomet. Elle fut enterrée au cimetière al-Baqiʿ, à Médine.

### Umm Salama Hend bint Abu Ummayah
Umm Salama appartenait au clan Makhzum de la tribu des Quraysh. Avec son premier mari, Abu Salama, elle eut plusieurs enfants, trois garçons et une fille,. Elle fit les deux émigrations en Abyssinie avec son mari. Son premier mari est mort après la bataille d'Uhud d'une blessure qu'il y reçut.
Umm Salama épousa Mahomet en 626, alors qu'elle avait 29 ans. De nombreuses traditions voient dans ce mariage une consolation donnée par Allah à la suite du décès de son premier mari. Plusieurs traditions contradictoires racontent cet épisode.
Umm Salama aurait transmis près de 300 hadiths et est donc considérée, par les penseurs musulmans, comme une fukaha', une légiste. Elle mourut en 678-679-680, voire après le massacre de Karbala. Les sources sont contradictoires,.

### Rayhana bint Zaid
À la fin de l'an 5 de l'Hégire (en avril 627 apr. J.-C.), Rayhana bint Zaid faisait partie du butin de la victoire contre la tribu de Banu Qurayza. Son mari, al-Hakim, appartenait à cette tribu et fut tué lors du massacre suivant la reddition de cette tribu. Rayhana est d'origine juive. Elle devint alors la concubine de Mahomet.
Il est rapporté qu'elle finit par se convertir à l'islam après de nombreuses pressions. Pour certains auteurs anciens comme Ibn Sa'd, elle garda toute sa vie ce statut de concubine, point de vue repris par l'Encyclopédie du Coran,. Pour d'autres comme Ibn Ishaq, elle épousa Mahomet après sa conversion. Mahomet hésita à divorcer avec elle. Elle meurt en 631-632.

### Zaynab bint Jahsh
Zaynab bint Jahsh est née vers l'an 590. Extrêmement belle, elle était la septième femme de Mahomet mais aussi sa cousine, fille de la tante de Mahomet Umayma bt. 'Abd al-Muttalib.
Son premier mari est Zayd ibn Harithah. D'autres traditions rapportent qu'elle était alors déjà veuve. En l'an 4 de l'Hégire, Mahomet la rencontra seule. Mahomet, amoureux d'elle, poussa Zayd à la répudier et répudia lui-même son fils. Il put ainsi l'épouser. Elle devint, à 38 ou 35 ans, la femme de Mahomet en 627, lors de la cinquième année de l'Hégire après sa répudiation par Zayd ibn Harithah, le fils adoptif de Mahomet,. Pour cette raison, ce mariage posa un « épineux problème de [la] légalité ». Selon Ibn Sa'd, elle meurt vers 641.
Zaynab était réputée pour sa générosité. À sa mort, elle avait donné tous ses biens et ne possédait plus rien. À l'époque médiévale, l'épisode de son mariage a été fortement critiqué par les apologistes chrétiens. À l'inverse, à l'époque moderne, des apologistes musulmans « se sont efforcés de le placer dans une lumière plus favorable ».

### Juwayriya bint al-Harith
Juwayriya bint al-Harith est devenue la huitième femme de Mahomet après avoir été capturée lors de l'attaque de sa tribu al-Mustaliq en 627. Elle est la fille du chef de sa tribu. Alors convertie à l'islam, elle est libérée et épouse Mahomet alors qu'elle a environ 20 ans. « Certains disent qu'elle n’était au début qu’une concubine, mais qu’elle était devenue une épouse à part entière avant la mort du Prophète ». Elle meurt vers 670.

### Rumleh bint Abi-Sufyan (dite Oum Habiba)
Umm Habiba est la veuve du frère de Saynab, 'Ubaydallāh b. Jahsh, avec qui elle avait émigré en Abyssinie. Elle épousa Mahomet vers 628 à son retour de Khaybar. Elle meurt vers 666.

### Safiya bint Ho-Yay
Safiya serait née à Médine. Appartenant à la tribu des Banu al-Nadir, elle est une épouse d'origine juive. Sa famille est une famille ennemie de Mahomet. Expulsés de Médine, ils s'installèrent à Khaybar, elle épousa Kinana b. al-Rabl'. Selon une tradition, elle aurait déjà été divorcée d'un premier mari.
Capturée en 628, alors qu'elle avait 17 ans, elle fut attribuée à Dihya b. Khalifa al-Kalbi mais, l'ayant vu, Mahomet en prit possession tout en condamnant à mort son mari. Esclave, elle aurait été d'abord été une concubine avant de devenir sa femme à la suite de sa conversion à l'islam. Elle aurait été mal accueillie par les autres épouses jalouses de Mahomet. Dans la littérature musulmane qui lui est consacrée, des doutes sur sa conversion ou une suspicion d'une volonté de venger ses parents ont été avancés. Ceux-ci permettent à Mahomet d'attester en faveur de son épouse.
Après la mort de Mahomet, elle prend parti pour Uthman. Elle serait morte vers 672 ou vers 670.

### Maymouna bint al-Harith
Son mariage avec Mahomet prend place vers 629, alors qu'elle devait avoir 27 ans. Ce mariage avait pour but de renforcer les liens avec le clan du père de Maymouna, al-Abbas qui est aussi l'oncle de Mahomet. Elle serait morte vers 680.

### Maria la Copte
La variété des sources traditionnelles ne permet pas un récit unifié et résumé de sa vie. Ainsi, selon les sources, elle est soit une femme de Mahomet, soit une simple esclave.
Pour résumer : Maria la Copte, fille de Sham'un, née en Haute Égypte, serait une jeune femme copte, envoyée avec sa sœur Sirin comme cadeau à Mahomet qui en fit sa concubine. Mahomet l'aurait beaucoup aimée. Elle reste l'esclave du prophète Mahomet. De leur union naît un fils, Ibrahim, décédé très jeune. Maria suscitant la jalousie des autres femmes, Mahomet aurait promis de s'en éloigner, promesse qu'il retira peu après. Après la mort de Mahomet, elle reçut une pension d'Abou Bakr et d'Umar jusqu'à sa mort en 637.

### Filmographie
- Le prophète Mahomet et les femmes, documentaire de Lila Salmi et Malek Chebel, 45 min, passé sur Arte le 28 août 2007.